# Canton d'Aix-les-Bains-2
Le canton d'Aix-les-Bains-2 est une circonscription électorale française du département de la Savoie.

## Histoire
Un nouveau découpage territorial du département de la Savoie entre en vigueur à l'occasion des premières élections départementales de mars 2015 suivant le décret du 27 février 2014.
Les conseillers départementaux sont, à compter de ces élections, élus au scrutin majoritaire binominal mixte. Les électeurs de chaque canton élisent au Conseil départemental, nouvelle appellation du Conseil général, deux membres de sexe différent, qui se présentent en binôme de candidats. Les conseillers départementaux sont élus pour 6 ans au scrutin binominal majoritaire à deux tours, l'accès au second tour nécessitant 12,5 % des inscrits au 1er tour. En outre la totalité des conseillers départementaux est renouvelée. Ce nouveau mode de scrutin nécessite un redécoupage des cantons dont le nombre est divisé par deux avec arrondi à l'unité impaire supérieure si ce nombre n'est pas entier impair, assorti de conditions de seuils minimaux. En Savoie, le nombre de cantons passe ainsi de 37 à 19.
Le canton d'Aix-les-Bains-2 est formé de deux communes de l'ancien canton d'Aix-les-Bains-Sud et d'une fraction d'Aix-les-Bains. Il est entièrement inclus dans l'arrondissement de Chambéry. Le bureau centralisateur est situé à Aix-les-Bains.

## Représentation
| Période élective | Période élective | Mandat | Mandat   | Identité               | Nuance | Nuance | Qualité |
| ---------------- | ---------------- | ------ | -------- | ---------------------- | ------ | ------ | --- |
| 2015             | 2021             | 2015   | 2021     | Marina Ferrari         |        | MoDem  | Assistante de direction Adjointe au maire d'Aix-les-Bains Vice-présidente du Conseil départemental                                                      |
| 2015             | 2021             | 2015   | 2021     | Renaud Beretti         |        | LR     | Haut fonctionnaire Maire d'Aix-les-Bains Vice-président de la Communauté d'agglomération Grand Lac Vice-président délégué à la culture et au patrimoine |
| 2021             | 2028             | 2021   | en cours | Renaud Beretti         |        | LR     | Conseiller sortant, 3ème Vice-Président |
| 2021             | 2028             | 2021   | en cours | Karine Dubouchet-Revol |        | DVD    | Adjointe au maire d'Aix-les-Bains |

### Résultats détaillés

#### Élections de mars 2015
À l'issue du 1er tour des élections départementales de 2015, deux binômes sont en ballottage : Renaud Beretti et Marina Ferrari (UMP-MoDem, 48,17 %) et Serge Gathier et Julienne Gourdelier (FN, 24,6 %). Le taux de participation est de 46,39 % (9 171 votants sur 19 771 inscrits) contre 48,82 % au niveau départemental et 50,17 % au niveau national.
Au second tour, Renaud Beretti et Marina Ferrari (UMP) sont élus avec 72,45 % des suffrages exprimés et un taux de participation de 45,98 % (5 997 voix pour 9 091 votants et 19 772 inscrits).

#### Élections de juin 2021
Le premier tour des élections départementales de 2021 est marqué par un très faible taux de participation (33,26 % au niveau national). Dans le canton d'Aix-les-Bains-2, ce taux de participation est de 30,71 % (6 453 votants sur 21 010 inscrits) contre 33,57 % au niveau départemental. À l'issue de ce premier tour, deux binômes sont en ballottage : Renaud Beretti et Karine Dubouchet-Revol (DVD, 61,05 %) et Marion Gerlaud et Philippe Perrin (binôme écologiste, 23,52 %).
Le second tour des élections est marqué une nouvelle fois par une abstention massive équivalente au premier tour. Les taux de participation sont de 34,36 % au niveau national, 33 % dans le département et 30,91 % dans le canton d'Aix-les-Bains-2. Renaud Beretti et Karine Dubouchet-Revol (DVD) sont élus avec 72,58 % des suffrages exprimés (4 491 voix pour 6 494 votants et 21 012 inscrits),,.

## Composition
| Nom                                   | Code Insee | Intercommunalité | Superficie (km2) | Population (dernière pop. légale)                | Densité (hab./km2) | Modifier                                    |
| ------------------------------------- | ---------- | ---------------- | ---------------- | ------------------------------------------------ | ------------------ | ------------------------------------------- |
| Aix-les-Bains (bureau centralisateur) | 73008      | CA Grand Lac     | 12,62            | Fraction : 23 248 (2022) Commune : 32 175 (2022) | 2 550              | modifier les données · modifier les données |
| Mouxy                                 | 73182      | CA Grand Lac     | 6,28             | 2 291 (2022)                                     | 365                | modifier les données · modifier les données |
| Tresserve                             | 73300      | CA Grand Lac     | 2,77             | 2 927 (2022)                                     | 1 057              | modifier les données · modifier les données |
| Canton d'Aix-les-Bains-2              | 7302       |                  |                  | 28 466 (2022)                                    |                    | modifier les données                        |

Le canton d'Aix-les-Bains-2 comprend :
1. deux communes entières,
2. la partie de la commune d'Aix-les-Bains non incluse dans le canton d'Aix-les-Bains-1, soit celle située à l'est d'une ligne définie par l'axe des voies et limites suivantes : depuis la limite territoriale de la commune de Tresserve, au droit de l'intersection du chemin Sous-le-Bois et de la montée de la Reine-Victoria, chemin Sous-le-Bois, carrefour Lamartine, boulevard du Maréchal-de-Lattre-de-Tassigny, rue Maryse-Bastié, rue Jean-Mermoz, boulevard Pierpont-Morgan, carrefour des Hôpitaux, avenue Franklin-Roosevelt, jusqu'à la limite territoriale de la commune de Grésy-sur-Aix.

## Démographie
En 2022, le canton comptait 28 466 habitants, en évolution de +4,94 % par rapport à 2016 (Savoie : +3,63 %, France hors Mayotte : +2,11 %).
| 2013   | 2018   | 2022   |
| ------ | ------ | ------ |
| 26 953 | 27 338 | 28 466 |